# Höhere technische Bundeslehr- und Versuchsanstalt Waidhofen an der Ybbs
Die Höhere technische Bundeslehr- und Versuchsanstalt Waidhofen an der Ybbs (HTL Waidhofen) ist eine berufsbildende höhere Schule mit technischem Ausbildungsschwerpunkt in Waidhofen an der Ybbs (Niederösterreich).

## Geschichte
Die Anfänge der HTL Waidhofen an der Ybbs gehen auf eine 1890 gegründete Lehr- und Versuchsanstalt für Kleineisenindustrie zurück.

## Ausbildungsschwerpunkte
Die schulische Ausbildung an der HTL gründet auf drei Säulen: der Allgemeinbildung, dem fachtheoretischen Wissen und der fachpraktischen Ausbildung. Die Allgemeinausbildung umfasst neben Sprachkenntnissen unter anderem Mathematik, die Naturwissenschaften, Geschichte, Geographie und Wirtschaftskunde. Mit dem fachtheoretischen Wissen soll die Basis für das Berufsleben der Technikerinnen und Techniker gelegt werden. Es bestehen fünf Fachrichtungen. Die Abschlüsse sind Maschinenbauer, Elektrotechniker, Wirtschaftsingenieure, Informationstechniker und Mechatroniker. In der fachpraktischen Ausbildung werden ab dem 1. Jahrgang in den Werkstätten der Schule beispielsweise durch Schweißen, Drehen, Fräsen, Programmieren und Elektrotechnische Fertigkeiten erlernt, die ab dem 3. Jahrgang in Labors vertieft werden.
Eine Besonderheit ist das Ausbildungszentrum Fußball und Wirtschaft (AFW). Es wurde im Jahr 2003 gegründet. Hier erhalten die angehenden Wirtschaftsingenieure und Mechatroniker eine sportliche Fußballausbildung mit täglichen Trainingseinheiten.

## Fachrichtungen

### Mechatronik Fachschule
In der Fachschule steht die Ausbildungskombination von Praxis und Theorie im Vordergrund. Praktische Fähigkeiten, kombiniert mit theoretischem Fachwissen sowie mit wirtschaftlichen Kompetenzen und Allgemeinbildung, stellen ein solides Fundament dar. Einem erfolgreichen Berufseinstieg steht nichts mehr im Weg.
Die vierjährige Ausbildung wird mit einer praxisorientierten Abschlussprüfung beendet. Diese ist den facheinschlägigen Lehrabschlussprüfungen mindestens gleichwertig und erleichtert unter anderem den Zugang zur Meisterprüfung. Nach Abschluss der Fachschule hat man auch die Möglichkeit, nach weiteren 2 Ausbildungsjahren die vollwertige HTL-Matura in der Fachrichtung Mechatronik abzulegen und damit den Ingenieurtitel zu erlangen.

### Mechatronik Aufbaulehrgang/Kolleg
Die Ausbildung im Aufbaulehrgang für Mechatronik ist im Mostviertel eine einzigartige Weiterbildungsmöglichkeit für Facharbeiterinnen und Facharbeiter mit einschlägiger Berufsausbildung, für Technikerinnen und Techniker einer Fachschule bzw. für alle AHS- und BHS-Absolventinnen und Absolventen. 
Die Technik entwickelt sich rasch weiter, und der HTL-Abschluss öffnet die Türen für viele Tätigkeitsfelder und Karriereschritte. Daher gibt es an der HTL Waidhofen die Möglichkeit, sich technisch weiterzubilden und nach einer facheinschlägigen Lehre oder Fachschule den begehrten HTL-Abschluss zu erlangen.
Auch nach einer AHS- oder anderen BHS-Matura oder Berufsreifeprüfung stellt die Mechatronik-Ausbildung im Kolleg eine gute praxisnahe Alternative zu einem Studium dar, um den HTL-Abschluss zu erreichen.
Der Aufbaulehrgang und das Kolleg haben dabei grundsätzlich die gleichen Ausbildungsinhalte, wobei Absolventen einer Matura im Kolleg einen Großteil der allgemeinbildenden Gegenstände (Mathematik, Deutsch, Englisch) angerechnet bekommen und daher ins zweite Semester einsteigen können.

## Schulleitung
- bis 2010 Gernot Walter
- 2010–2011 Harald Rebhandl (provisorisch)[5]
- seit 2011 Harald Rebhandl

## Bekannte ehemalige Schüler
- Patrick Wimmer (* 2001)[6]
- Harald Rebhandl, der gegenwärtige Schulleiter, ist selbst Absolvent der HTL Waidhofen an der Ybbs.[5]

## Bekannte Lehrer
- Franz Gratzer, (1952–2013), Politiker

## Auszeichnungen
- Innovativste Schule 2020 im Bundesland Niederösterreich[4]